# Nymfkakadua
Nymfkakadua (Nymphicus hollandicus), även kallad nymfparakit, är en papegoja som placeras i familjen kakaduor. Den är vanlig som burfågel och kan bli upp till 35 år.

## Systematik
Ursprungligen beskrevs nymfkakaduan 1792 som Psittacus hollandicus av den skotske författaren och naturvetaren Robert Kerr. 1832 flyttade Wagler den till det egna släktet Nymphicus.
Kakaduornas taxonomi har länge varit omdiskuterad, och de har i perioder placerats i den stora familjen papegojor (numera oftast uppdelad i västpapegojor och östpapegojor), men idag har genetiska och morfologiska studier visat att gruppen utgör den distinkta familjen Cacatuidae. Kakaduorna skiljer sig morfologiskt från andra papegojor genom sin upprätta fjäderkam på huvudet; de saknar en specifik struktur på fjädrarna, vilket resulterar i avsaknad av grönt och blått i fjäderdräkten. Vidare har de bland annat gallblåsa, och på ländryggen finns det fläckar med puderdun som sitter i par. Andra typiska drag som dräktfärg, kroppsstorlek och ving- och näbbform har utvecklats genom parallell eller konvergent evolution.
Även nymfkakaduans förhållande till de andra kakaduorna har varit komplicerad att lösa, och idag placeras den i den egna underfamiljen Nymphicinae, där den är ensam i släktet Nymphicus.

## Utseende

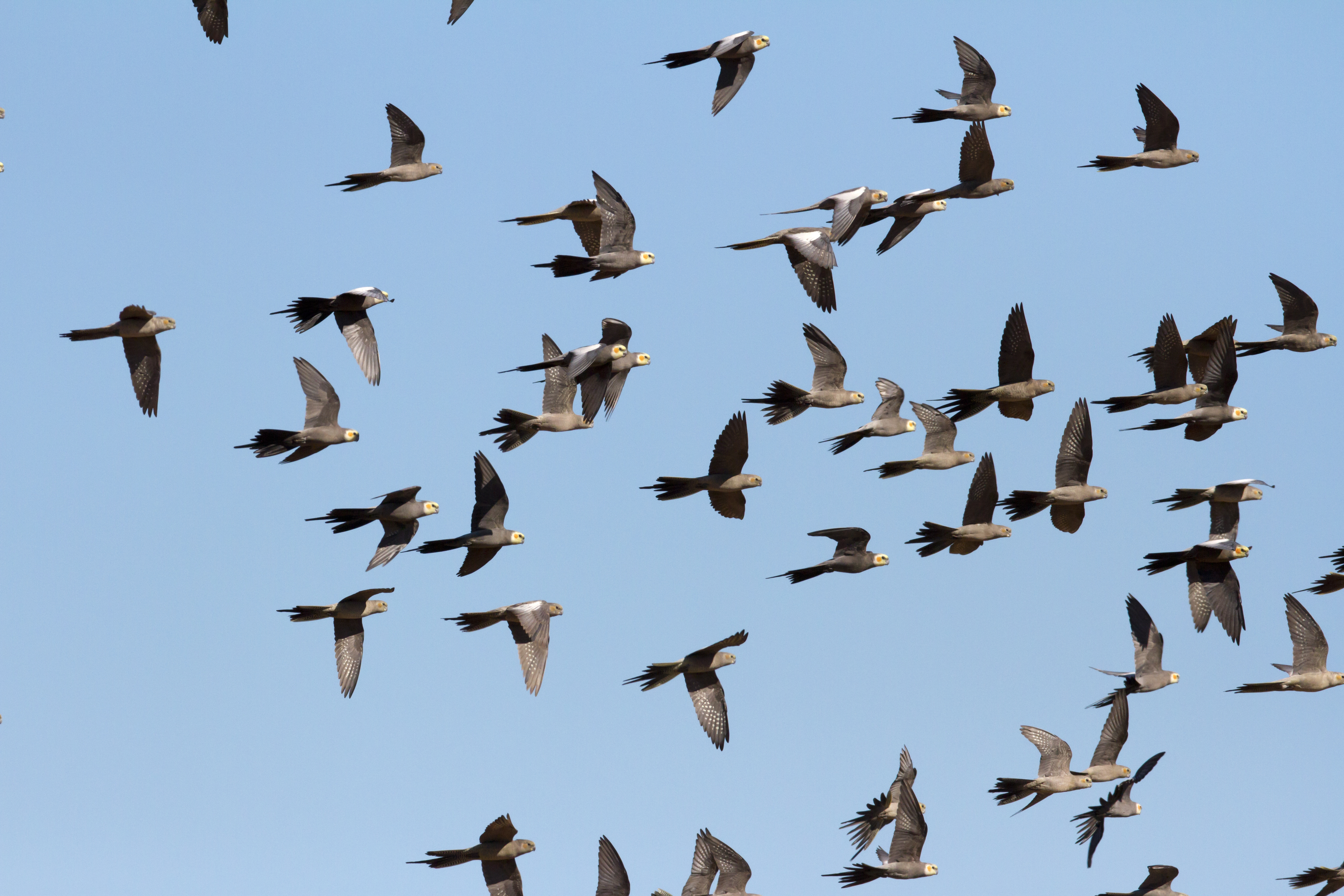
Flock med nymfkakaduor i Western Australia.

Nymfkakaduan blir cirka 33 cm lång, varav hälften utgörs av stjärten. Hos den ursprungliga vilda populationen får den adulta hanen en gul ansiktsmask och tydliga röda kindfläckar, medan honorna behåller en gråare mask med svagt färgade kindfläckar. Honornas stjärtfjädrar är tvärrandiga och hanens enfärgade, medan de juvenila har tvärrandiga stjärtfjädrar. Nymfkakaduan förekommer också i en rad framavlade färgvarianter, hos vilka könsskillnaden inte ses lika tydligt.

## Utbredning
Nymfkakaduan förekommer vilt i Australiens inland och uppträder endast sällsynt i kustområdena. De sydliga populationerna är flyttfåglar medan övriga är strykfåglar. Idag förekommer de även i vissa andra delar av världen då tamfåglar förvildats.

## Ekologi

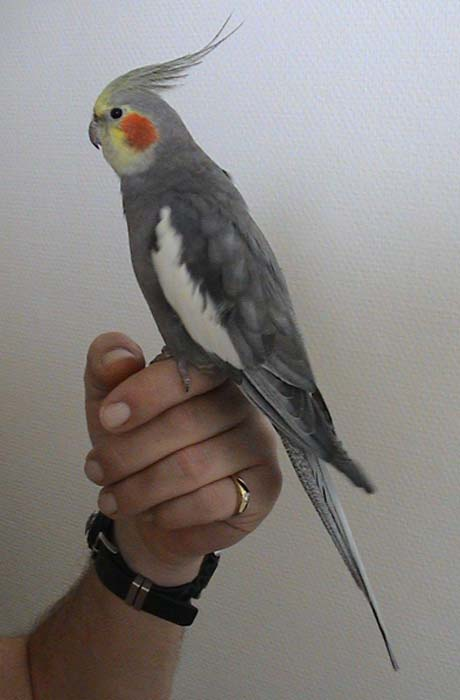
Nymfkakaduan är en populär burfågel. Här en hane.

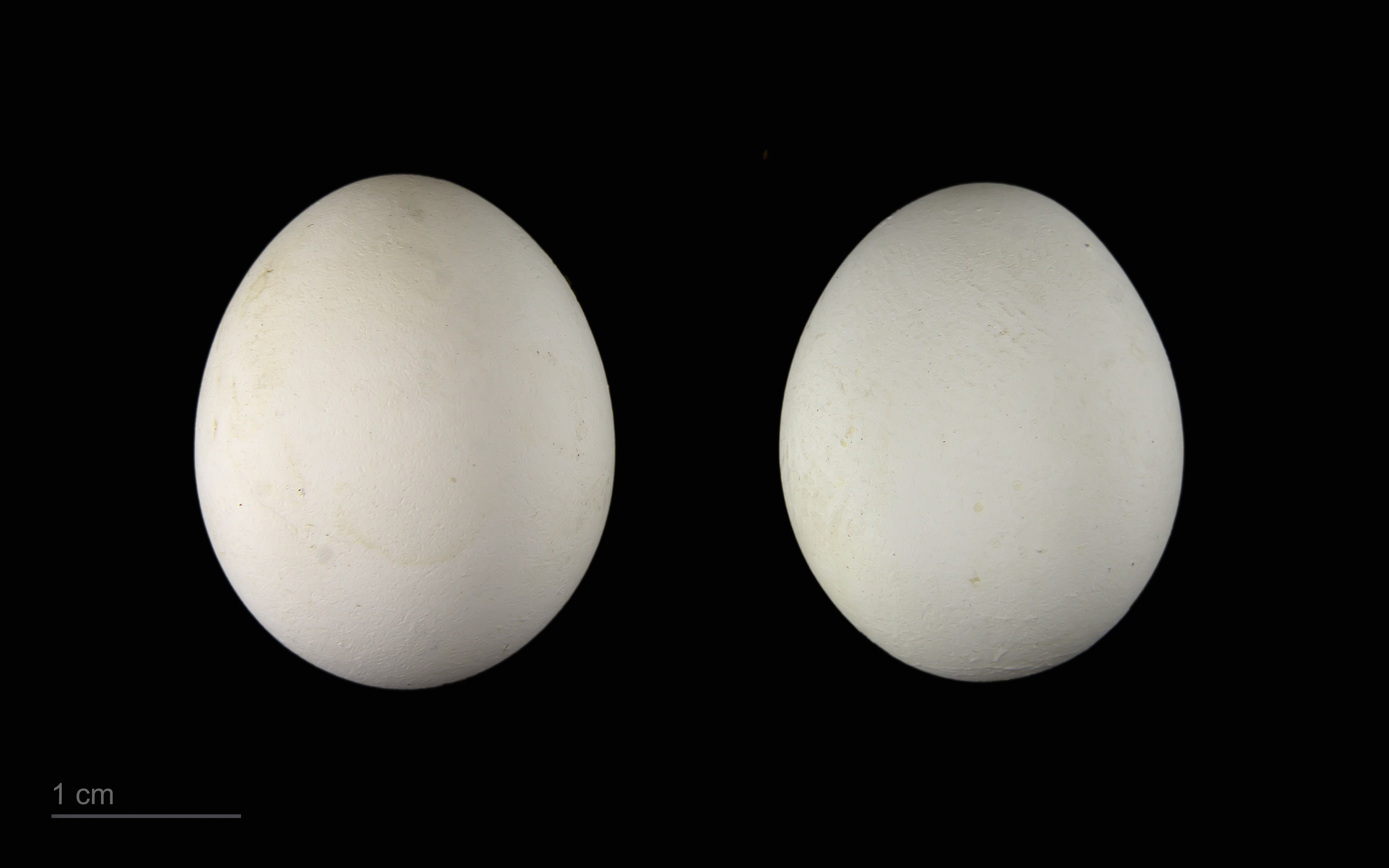
Nymphicus hollandicus

### Häckning
Nymfkakaduan blir könsmogen vid cirka 4–15 månaders ålder, men ska inte häckas med förrän efter ett års ålder. Häckningsperioden infaller i Australien från augusti till december. Den lägger fyra till sju vita ägg.

### Föda
I vilt tillstånd utgör dess huvudföda av fröer från olika arter av gräs och örter. I fångenskap ger man dem olika fröblandningar som kan innehålla havre, olika sorters hirs, hampfrö, vete och safflor. I fångenskap föredrar vissa att ge dem pellets som huvudfoder för att minska fettintaget, tillsammans med olika typer av frukt och grönsaker.

### Bur
I Sverige finns föreskrifter som anger minsta tillåtna storlek på burar för fåglar av olika storlekar. För en fullvuxen nymfkakadua krävs att burens längsta sida är minst 120 cm och att höjden på buren är minst 80 cm. 

## Namn
Fågeln har ofta kallats nymfparakit och fram till 2019 var det också artens officiella svenska trivialnamn enligt BirdLife Sverige (tidigare Sveriges ornitologiska förening). I april 2019 beslutades dock att den även officiellt skulle kallas nymfkakadua, med motiveringen att det bättre beskriver dess släktskap och att nymfkakadua också börjat användas brett i burfågelsammanhang.

## Status
Arten har ett stort utbredningsområde och beståndet anses stabilt. Internationella naturvårdsunionen IUCN listar den därför som livskraftig (LC).